# Балич, Хусейн
Хусейн Балич (нем. Husein Balić; род. 15 февраля 1996[…], Линц) — австрийский футболист, полузащитник клуба ЛАСК. Выступал за молодёжную и национальную сборную Австрии. Участник чемпионата Европы среди молодёжных команд 2019 года. В настоящее время выступает за команду «Райндорф Альтах» на правах аренды.

## Клубная карьера
Родился 15 февраля 1996 года в Линце.
Занимался в академиях футбольных команд «Форвертс» (2006—2010) и ЛАСК (2010—2013).
В 2013 году вернулся в «Форвертс», где выступал на протяжении двух лет за основную команду в Региональной лиге Австрии (третьем по силе дивизионе страны). Летом 2015 года стал игроком «Санкт-Пёльтена». Первоначально, Балич выступал за вторую команду в Региональной лиге. Дебют в составе основной команде в чемпионате Австрии для Балича состоялся 23 сентября 2017 года в матче против «Адмиры Ваккер Мёдлинг» (1:1).
23 декабря 2019 года футболист перешёл в ЛАСК, с которым подписал контракт до лета 2024 года. В составе команды в австрийской бундеслиге дебютировал 14 февраля 2020 года в матче против «Ред Булла» из Зальцбурга (3:2). 20 февраля 2020 года состоялся дебют Балич в еврокубках, в рамках 1/32 финала Лиги Европы против нидерландского АЗ (1:1).
6 февраля 2023 года стало известно, что Балич отправляется доигрывать сезон в «Райндорф Альтах» на правах аренды.

## Карьера в сборной
Выступал за молодёжную сборную Австрии до 21 года. Впервые за команду сыграл 25 марта 2019 года в товарищеской игре против Испании (3:0). Под руководством Вернера Грегорича провёл три матча на молодёжном чемпионате Европы 2019 года, прошедшем в Италии и Сан-Марино.
Дебют в составе национальной сборной Австрии состоялся 11 ноября 2020 года в товарищеской игре против Люксембурга (3:0).

## Статистика
| Клуб             | Сезон            | Лига                   | Лига  | Лига | Кубок | Кубок | Еврокубки | Еврокубки | Всего | Всего |
| Клуб             | Сезон            | Дивизион               | Матчи | Голы | Матчи | Голы  | Матчи     | Голы      | Матчи | Голы  |
| ---------------- | ---------------- | ---------------------- | ----- | ---- | ----- | ----- | --------- | --------- | ----- | ----- |
| Санкт-Пёльтен    | 2017/18          | Австрийская бундеслига | 15    | 0    | 0     | 0     | —         | —         | 15    | 0     |
| Санкт-Пёльтен    | 2018/19          | Австрийская бундеслига | 29    | 3    | 4     | 5     | —         | —         | 33    | 8     |
| Санкт-Пёльтен    | 2019/20          | Австрийская бундеслига | 18    | 4    | 3     | 0     | —         | —         | 21    | 4     |
| Санкт-Пёльтен    | Всего            | Всего                  | 62    | 7    | 7     | 5     | —         | —         | 69    | 12    |
| ЛАСК             | 2019/20          | Австрийская бундеслига | 11    | 3    | 1     | 1     | 4         | 0         | 16    | 4     |
| ЛАСК             | 2020/21          | Австрийская бундеслига | 4     | 1    | 1     | 1     | 2         | 1         | 7     | 3     |
| ЛАСК             | Всего            | Всего                  | 15    | 4    | 2     | 2     | 6         | 1         | 23    | 7     |
| Всего за карьеру | Всего за карьеру | Всего за карьеру       | 77    | 11   | 9     | 7     | 6         | 1         | 92    | 19    |